# Căscioarele (okręg Călărași)
Căscioarele – wieś w Rumunii, w okręgu Călărași, w gminie Căscioarele. W 2011 roku liczyła 1912 mieszkańców.